# Junior Rely
De Junior Rely is een literatuurprijs die wordt toegekend aan jongeren tussen de 12 en 18 jaar voor de beste Friestalige literaire tekst. De prijs was een initiatief van de Afûk en het internettijdschrift Doar (laatste bestaat inmiddels niet meer). De prijs is in 2004 ingesteld ter gelegenheid van het vijftigjarig bestaan van de prestigieuze Rely Jorritsmapriis. De Junior Rely bedraagt 750 euro. De winnaars van de Junior Rely worden bepaald door een vakjury. 

## Juryleden en winnaars
2016 - juryleden:  Erica Bergema, Thys Wadman, Anneke van der Werf (jeugdjurylid)
- eerste prijs in de categorie Proza: Beitske Nieboer
- eerste prijs in de categorie Poëzie: Tjitske van der Meer

2015 - juryleden:  Erica Bergema, Thys Wadman, Anneke van der Werf (jeugdjurylid)
- eerste prijs in de categorie Proza: – Doenja Payer
- eerste prijs in de categorie Poëzie: Tjerk Jan Atsma,

2014
- eerste prijs in de categorie Proza: Berber Tiemersma
- eerste prijs in de categorie Poëzie: Roelof Kooistra

2013 - juryleden: Ate Grypstra, Erica Bergema en jeugdjurylid Roos Talsma  
- eerste prijs in  de categorie Poëzie: Kirsty Fekkes
- eerste prijs in  de categorie Proza:  Anneke Smid

2012 - juryleden: Ate Grypstra, Erica Bergema en jeugdjurylid Annette Adema 
- eerste prijs in  de categorie Poëzie: Roos Talsma
- eerste prijs in  de categorie Proza: Hedwig Oldenhof

2011- juryleden: Auck Peanstra, Ate Grypstra, Casper Oukes
- eerste prijs Eelke Venema.

2010 - juryleden: Klaske Jaspers, Doete Venema en Jaap Krol.
- eerste prijs Mette Silke Alkema

2009 – juryleden: Elizabeth Hietkamp en Auck Peanstra
- eerste prijs:  Jorn van der Schaar

2008 – juryleden: Elizabeth Hietkamp, Akky Kuiper-van der Veer en Lianne Huitema
- eerste prijs: Joeke van der Veen

2007 - juryleden: Elizabeth Hietkamp (redacteur Doar), Akky van der Veer (schrijfster) en Froukje Postma (prijswinnares 2006).
- Prijswinnaar: Joeke van der Veen
- Aanmoedigingsprijzen: Lianne Huitema, Gerbrich Koopal en Dirk Stegenga

2006 - juryleden: Arjan Hut (schrijver en redacteur Doar), Akky van der Veer (schrijfster) en Lizabeth Dijkstra (prijswinnares 2005).
- Prijswinnaar: Froukje Postma
- Aanmoedigingsprijzen: Akke Boonstra, Agnes Galama, Marjan de Jong, Irene Rollema, Eelkje Spijksma en Wytse Venema

2005 - juryleden: Arjan Hut (schrijver en redacteur Doar), Baukje Wytsma (schrijfster) en Katynke van der Vliet (prijswinnares 2004)
- Prijswinnaars poëzie: Tjitske Sijtsma en Antsje van der Zee
- Prijswinnaars proza: Lizabeth Dijkstra en Rixt Weiland

2004 - juryleden: Arjan Hut (schrijver en redacteur Doar), Ernst Bruinsma (redacteur De Moanne), Baukje Wytsma (schrijfster), Wieberen Peenstra en Aafke van der Hem (beide lid van de jeugdraad van de gemeente Littenseradeel)
- Prijswinnaars poëzie: Berber Spliethof, Katynke van der Vliet en Antsje van der Zee
- Prijswinnaars proza: Evelyn Bosma, Nathalie Oliveiro en Rixt Weiland